# Dardanelles
Dardanelles az Amerikai Egyesült Államok északnyugati részén, Oregon állam Jackson megyéjében, az Interstate 5 és az Oregon Route 99 közelében elhelyezkedő önkormányzat nélküli település.
A helységet az 1850-es években megalapító, illetve az 1852-től megszakításokkal 1878-ig működő posta első vezetőjét, William G. T’Vaultot a térség a Dardanellákra emlékeztette. Habár kezdetben fontos helyszín volt, Ralph Friedman író szerint a település már csak a helyi benzinkút miatt ismert.

## Fordítás
- Ez a szócikk részben vagy egészben  a   Dardanelles, Oregon című angol Wikipédia-szócikk ezen változatának fordításán alapul.  Az eredeti cikk szerkesztőit annak laptörténete sorolja fel. Ez a jelzés csupán a megfogalmazás eredetét és a szerzői jogokat jelzi, nem szolgál a cikkben szereplő információk forrásmegjelöléseként.